# Britannia (allégorie)
Pour les articles homonymes, voir Britannia.
Britannia est la figure allégorique nationale et la personnification féminine de la Grande-Bretagne, de l'Empire britannique ou du Royaume-Uni, tout comme la Marianne  est la personnification de la République française et Columbia  celle des États-Unis.

## Histoire
Cette personnification de la Grande-Bretagne débute dans l'Antiquité grecque puis romaine, où Britannia est aussi le nom d'une divinité locale.
Britannia devient l'icône nationale de la Grande-Bretagne à partir du XVIIe siècle, au moment où le pays assume véritablement son identité nationale. Outre sa fonction de différentiation des autres nations, Britannia incarne également des valeurs spécifiques à la Grande-Bretagne. Ainsi, elle symbolise la liberté gagnée grâce à une révolution démocratique et grâce à sa marine (la Royal Navy). C'est la raison pour laquelle Britannia est toujours représentée dans un contexte maritime ou accompagnée de symboles nautiques (trident, hippocampes).

## Représentation
Britannia est généralement accompagnée par un lion et représentée par une femme coiffée d'un casque et armée d'un trident et d'un bouclier. Le paysage en arrière fond est souvent un bord de mer.
On retrouve cette image sur certaines pièces de monnaie britanniques récentes, comme la pièce de 50 pence jusqu'en 2008, et, depuis 2015, la piece de 2 livres. Mais la première représentation de Britannia sur une pièce de monnaie remonte à 1672.
En 1938, Britannia est le thème d'une statue monumentale dressée à Boulogne-sur-Mer.

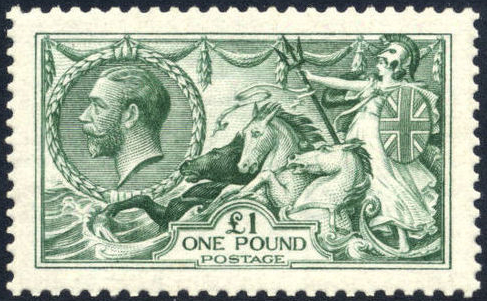
George V Seahorses